# Ocean Man 69
Ocean Man 69 är ett reservat i Kanada.   Det ligger i provinsen Saskatchewan, i den sydöstra delen av landet, 2 100 km väster om huvudstaden Ottawa.
Trakten runt Ocean Man 69 består till största delen av jordbruksmark. Trakten runt Ocean Man 69 är nära nog obefolkad, med mindre än två invånare per kvadratkilometer.